# Église Saint-Aignan de Chalou-Moulineux
Pour les articles homonymes, voir Église Saint-Aignan.
L'église Saint-Aignan est une église française située sur le territoire de la commune de Chalou-Moulineux dans le département de l' Essonne.
Consacrée à saint Aignan, elle est d'architecture principalement romane.
Inscrite aux Monuments historiques par arrêté du 6 mars 1926.

## Historique
Construite au XIe siècle, l’église de Chalou appartenait initialement au chapitre de Saint-Aignan d’Orléans. Une partie de la nef et du portail roman témoigne de cette église primitive.
Elle fut ensuite cédée à l’ordre du Temple en 1183 par la reine Alix, mère de Philippe Auguste. Les Templiers rénovèrent et agrandirent l’église au XIIIe siècle.
En 1307, à la chute du Temple, l’église passa à l’ordre de l’Hôpital Saint-Jean de Jérusalem qui la conserva jusqu’à la Révolution.
L'église a subi de sévères modifications lors des guerres de religion et vit la construction d’une voûte en berceau lambrissée en 1583.
Les fresques des piliers du chœur, présentant la liste des commandeurs templiers puis hospitaliers, des curés de Chalou, ainsi que certains vitraux montrant les processions du XIXe siècle à la source Sainte Apolline sont dues au zèle d'entretien patrimonial d'un curé de la paroisse, l'abbé Huguenot.
De nombreux travaux de mise en valeur ont enfin été réalisés par la commune à la fin du XXe siècle, la rénovation de la voûte lambrissée, son désenclavement par la démolition de l'ancien presbytère, la rénovation des murs extérieurs, la pause du vitrail au-dessus du portail, et la formation du jardin public Abbé-Huguenot.
Quelques pièces du mobilier de l’église sont remarquables, les fonts baptismaux du XIIe siècle, une statue de la Vierge à la grappe de raisin datée du XVIe siècle, une statue de saint Thomas Becket et les statues des saints patrons de l’église : saint Aignan et sainte Apolline.

## Galerie

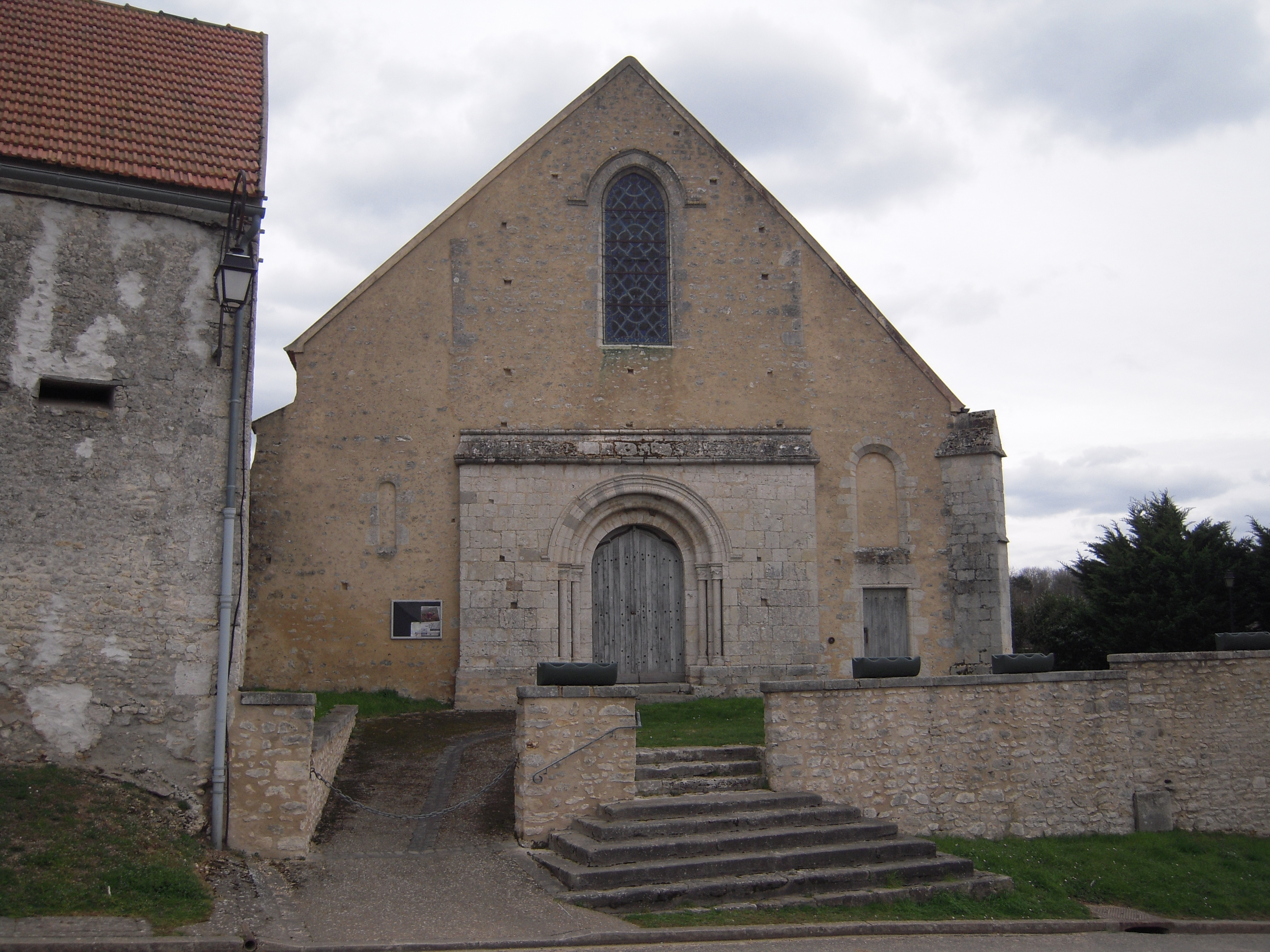
façade Ouest de l'Église Saint-Aignan.
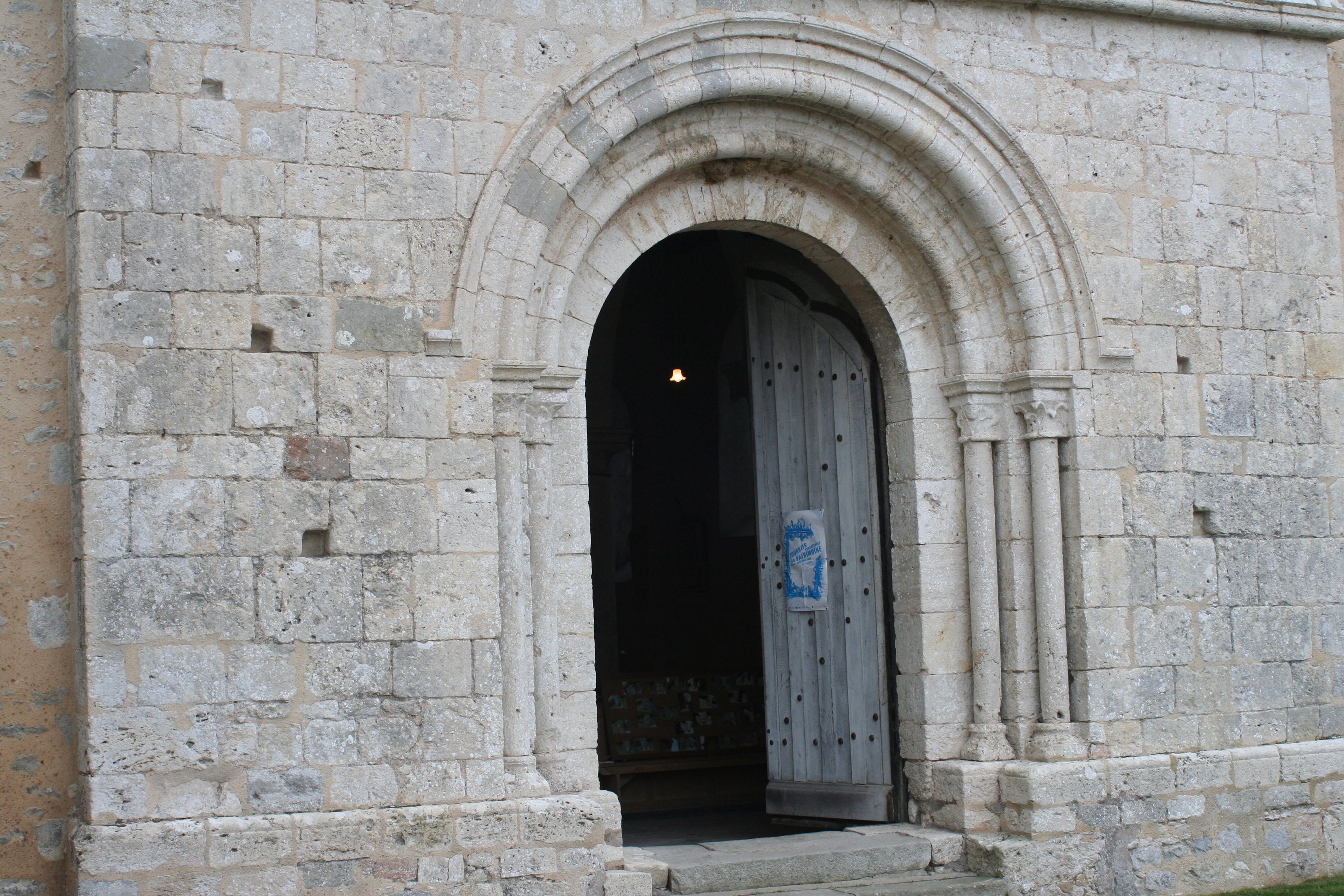
Le portail de l'église.
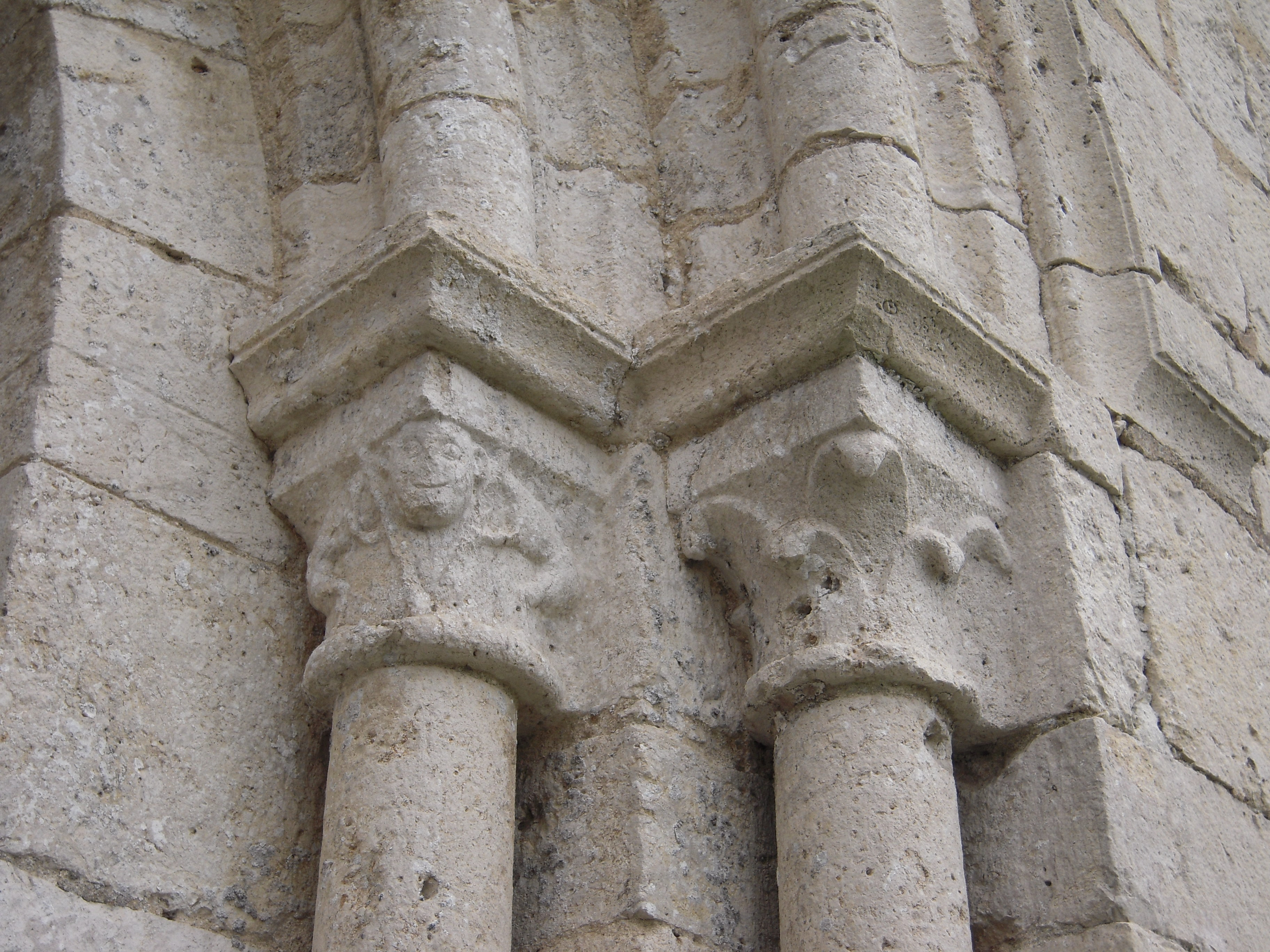
chapiteau sculpté sur le pilier droit du portail.
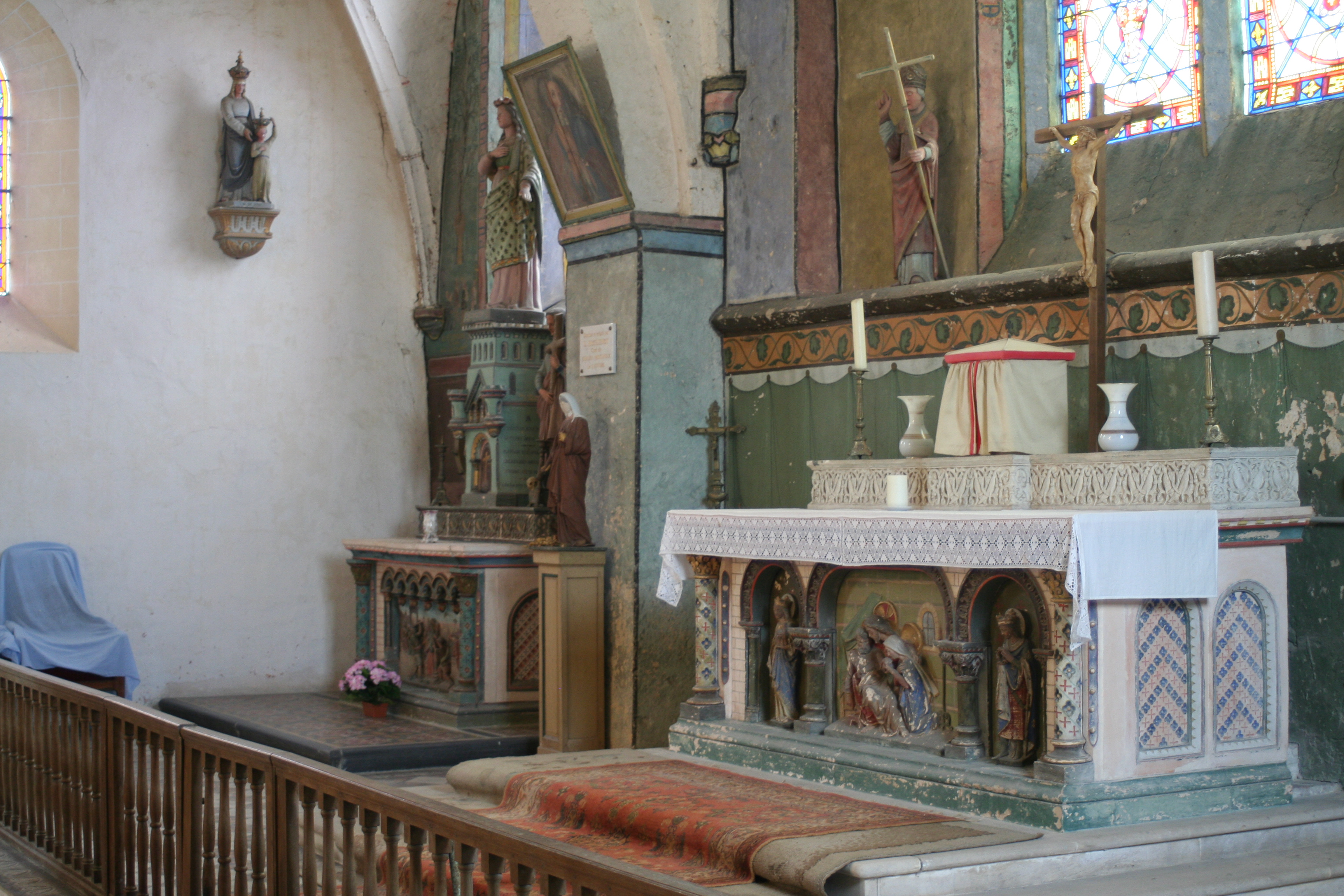
L'autel.
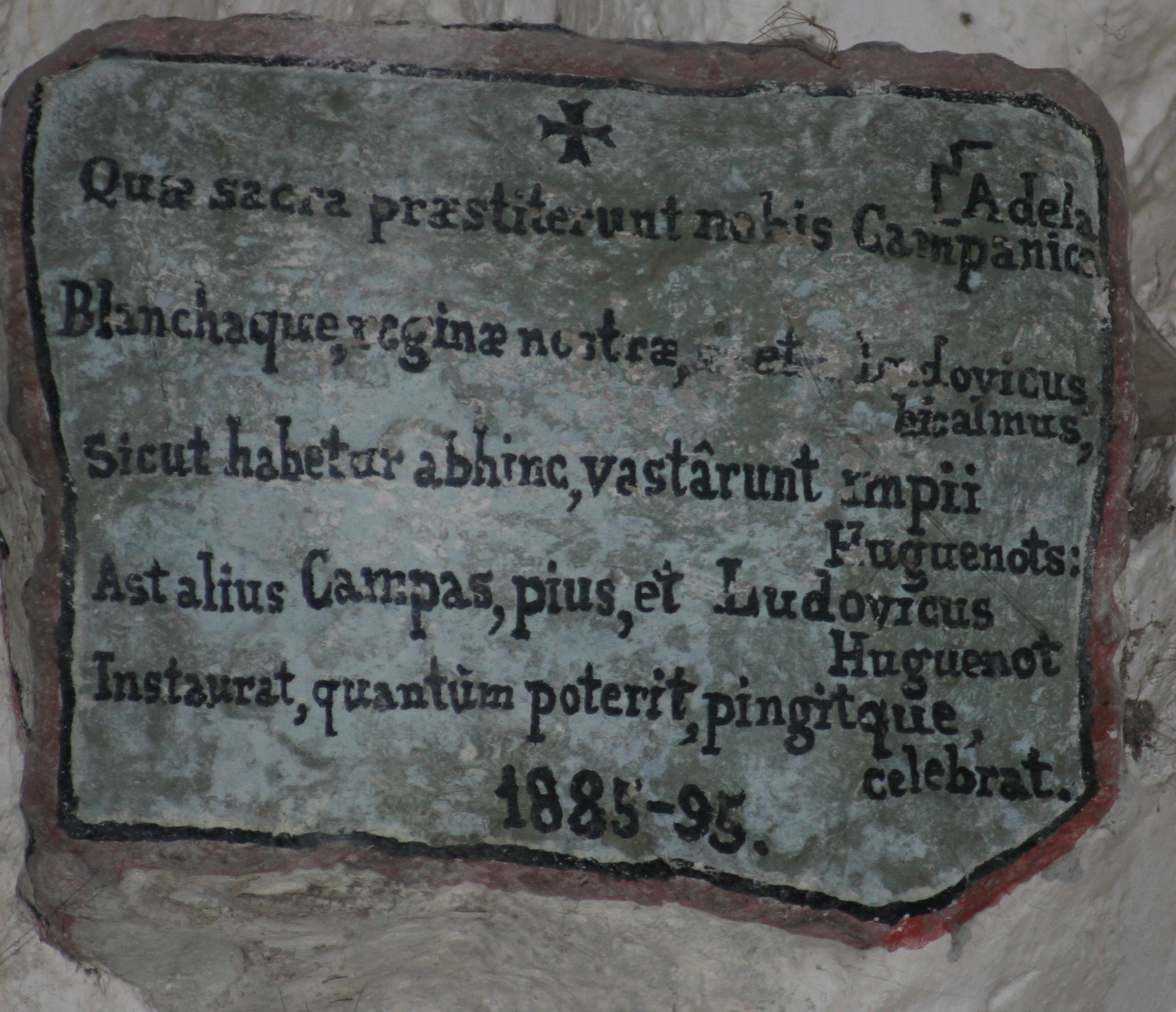
Cartouche peint par l'abbé Huguenot.
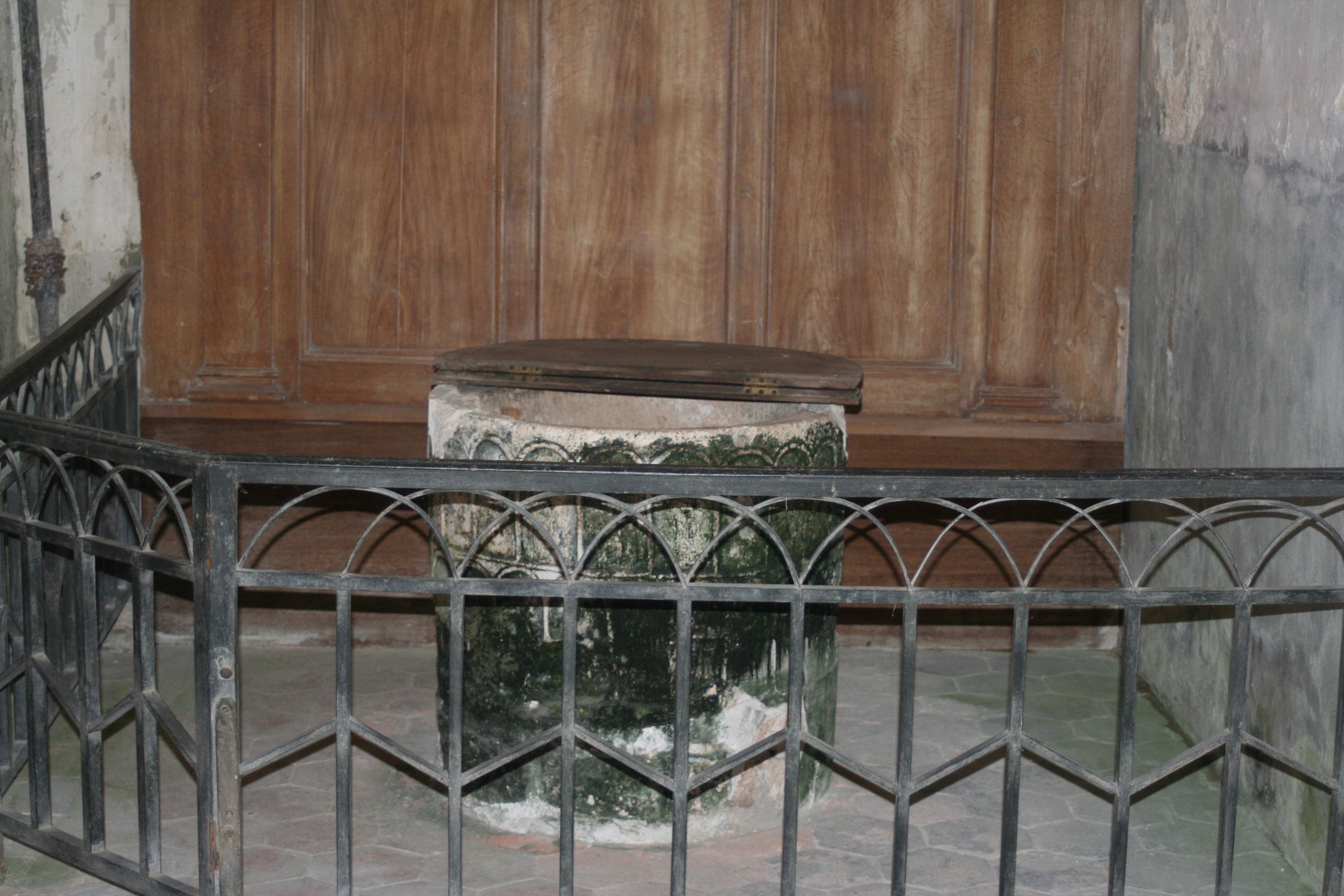
Les fonts baptismaux.

## Pour approfondir

## Sources
1. ↑  Notice no PA00087852, sur la plateforme ouverte du patrimoine, base Mérimée, ministère français de la Culture